# Estampado de metales

Animación de una prensa con barrera de protección y matrices para plegado múltiple

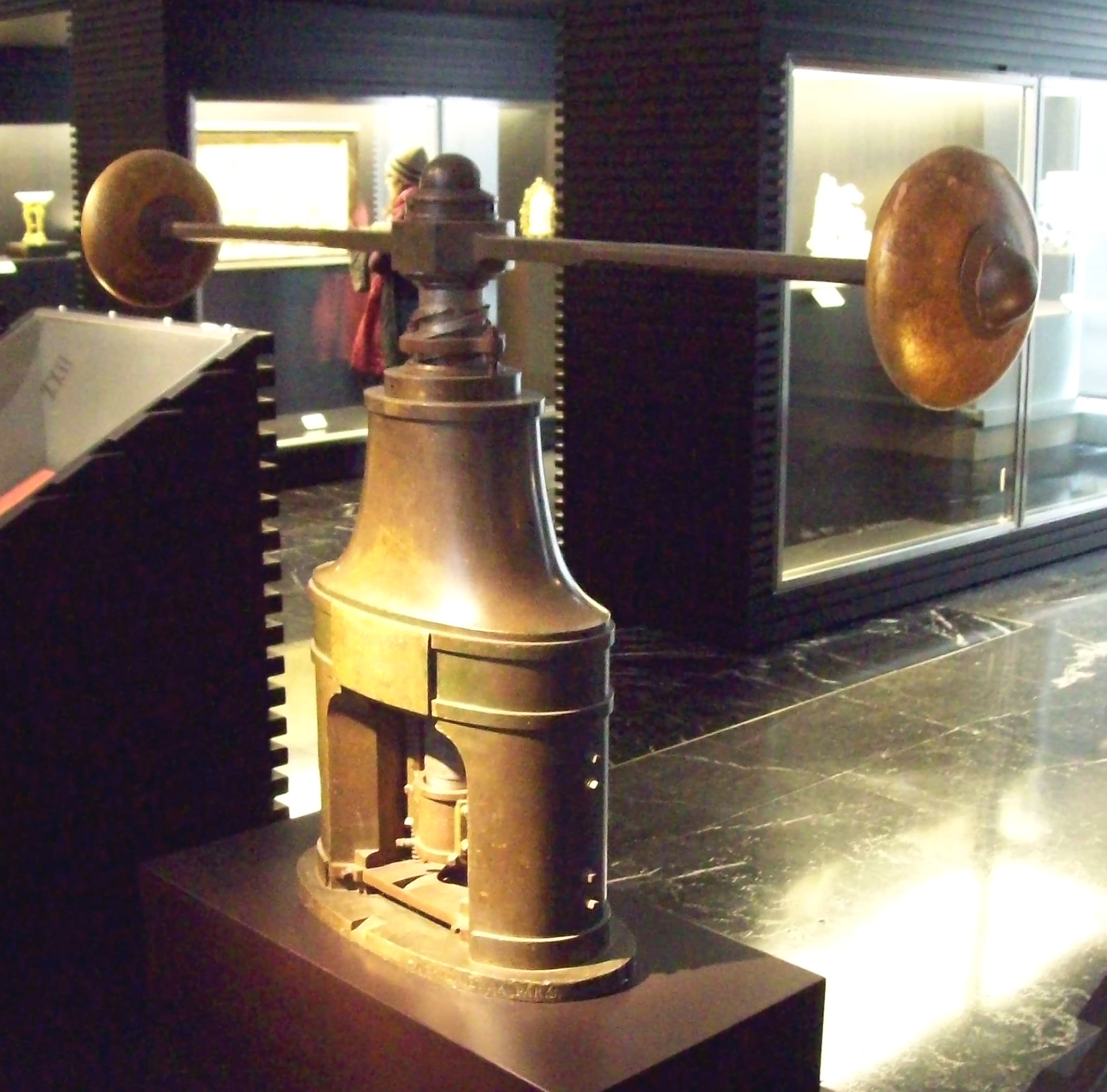
Prensa de husillo francesa de 1831, usada para acuñar monedas

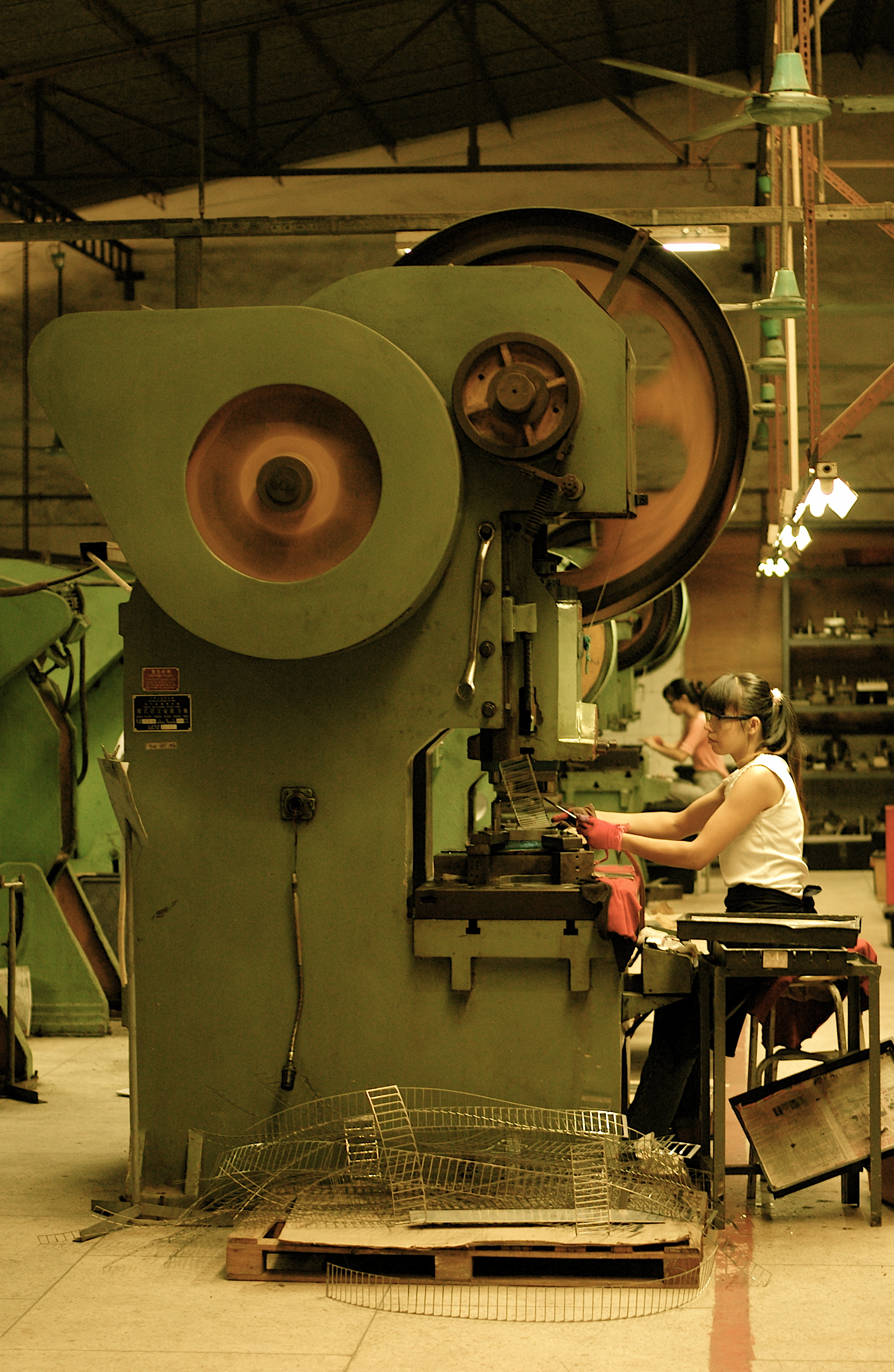
Prensa excéntrica

El estampado de metales o estampación es un tipo de proceso de fabricación por el cual se somete un metal a una carga de compresión entre dos moldes. La carga puede ser una presión aplicada progresivamente o una percusión, para lo cual se utilizan prensas y martinetes. Los moldes, son estampas o matrices de acero, una de ellas deslizante a través de una guía (martillo o estampa superior) y la otra fija (yunque o estampa inferior).
Si la temperatura del material a deformar es mayor a la temperatura de recristalización, se denomina estampación en caliente, y si es menor se denomina estampación en frío.

## Estampación en caliente
Este tipo de estampación se realiza con el material a mayor temperatura que la temperatura de recristalización que en el caso del hierro es de 910 °C.
El producto obtenido tiene menor rugosidad (mecánica) y precisión dimensional que cuando se trabaja en frío, pero con la ventaja de poder obtener mayores deformaciones en caliente.

## Estampación en frío
El estampado en frío se realiza con el material a menor temperatura que la temperatura de recristalización, por lo que se deforma el grano durante el proceso, obteniendo anisotropía en la estructura microscópica. Suele aplicarse a piezas de menor espesor que cuando se trabaja en caliente, usualmente chapas o láminas de espesor uniforme.
Las principales operaciones de estampación en frío son:
- Troquelación: punzonado (realización de agujeros), corte (separación de piezas de una chapa) o acuñación.
- Embutición:
- Deformación por flexión entre matrices: curvado, plegado o arrollado.

Los materiales utilizados en la estampación en frío son dúctiles y maleables, como el acero de baja aleación, las aleaciones de aluminio (preferentemente al magnesio, sin cobre), el latón, la plata y el oro.